# Sthenictis
Sthenictis es un género extinto de mamífero mustélido que vivió en América del Norte y Asia durante la época del Mioceno que vivió entre hace ~13.5—9.2 millones de años.

## Taxonomía
Sthenictis fue nombrado por Peterson (1910), quien también lo asignó a la familia Mustelidae, y fue asignado a la tribu Ischyrictini por Baskin (1998).
El género Sthenictis comprende numerosas especies, la mayor parte de las cuales proceden de estratos fosilíferos de Norteamérica: S. bellus, S. dolichops, S. robustus, S. junturensis, S. lacota y S. campestris, casi todas las cuales son conocidas de fragmentos de las mandíbulas y la dentadura. Las excepciones son S. campestris, conocido por algunos restos más completos, y un esqueleto aún sin atribuir a ninguna especie, proveniente de Nebraska. Se conoce una especie de Mongolia Interior, S. neimengguensis, que vivió hace cerca de 12 millones de años, y es la única especie asiática del género.
Sthenictis es considerado como un representante basal de los mustelinos (Mustelinae), la subfamilia de mustélidos que comprende numerosas formas actuales tales como Martes (martas y comadrejas), Mustela (armiños y visones) y Galictis (grisones). 

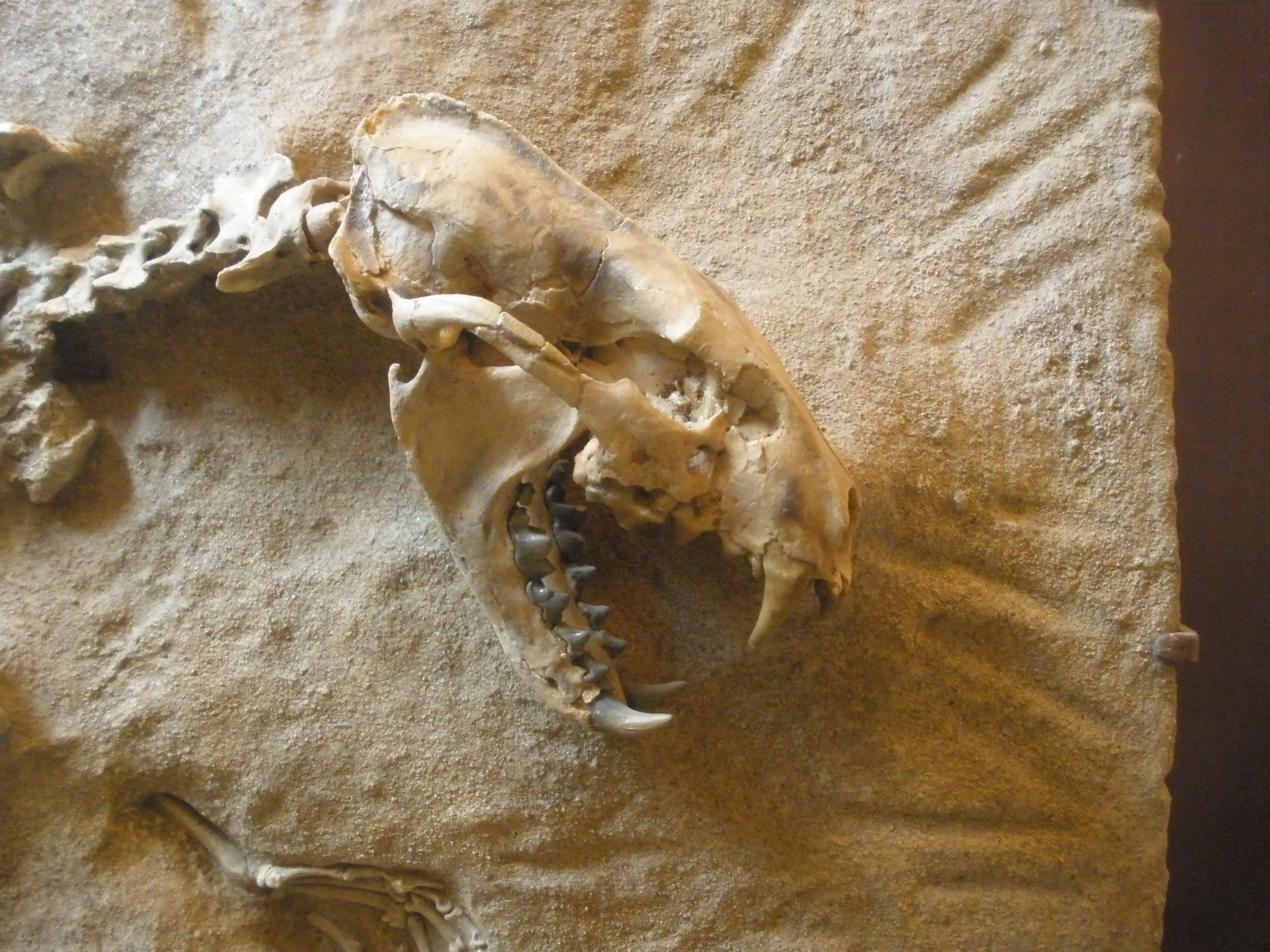
Acercamiento del cráneo de Sthenictis sp.

## Paleobiología

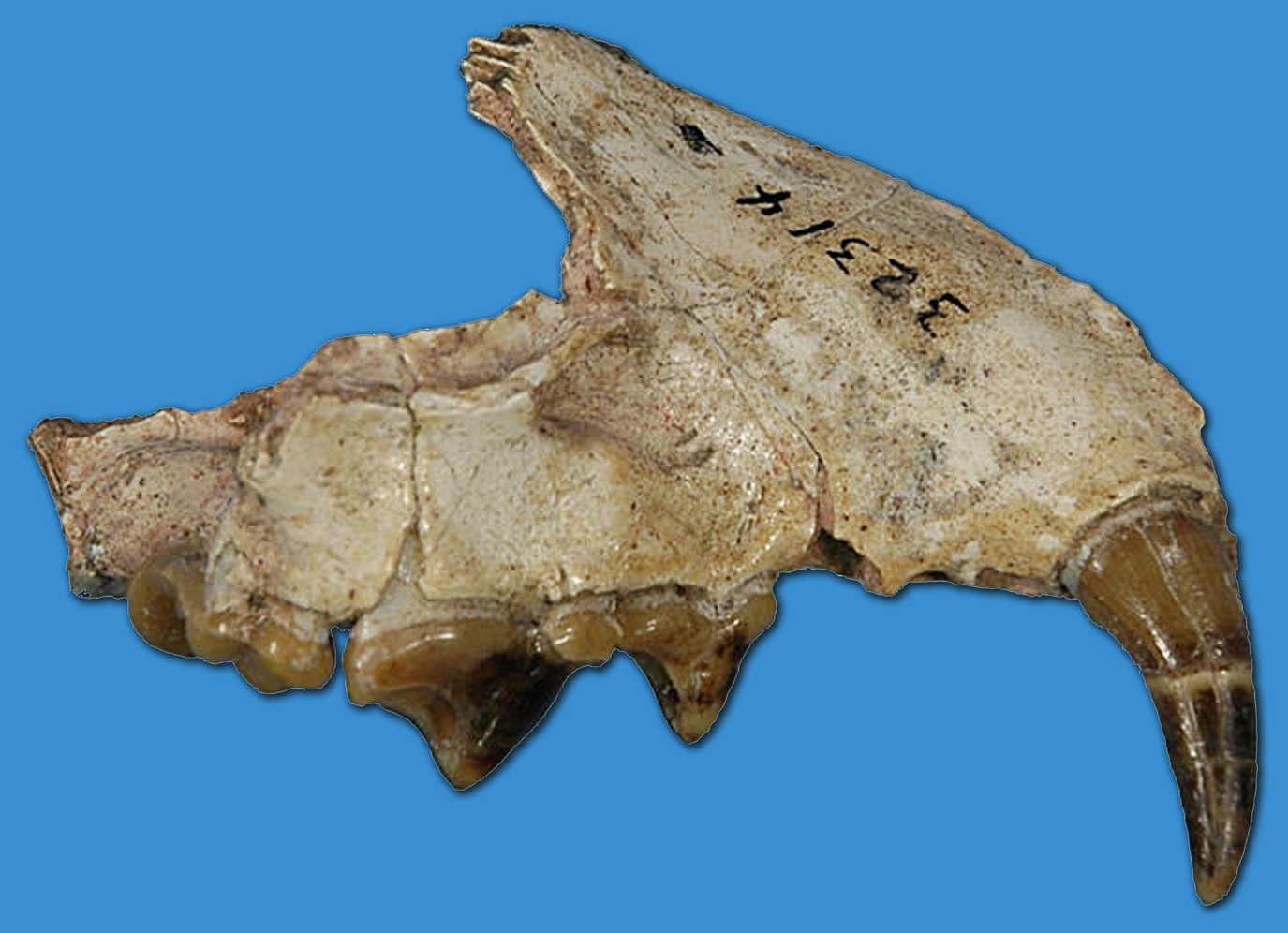
Mandíbula de Sthenictis campestris.

Las características dentales indican que Sthenictis no era una forma hipercarnívora, y probablemente suplementaba su dieta con invertebrados o tal vez con alimentos vegetales. La morfología del esqueleto, con patas largas y fuertes, muestra que Sthenictis se adaptó a una vida al menos en parte arbórea.

## Morfología
Dos especímenes fueron examinados por Legendre y Roth a fin de estimar su masa corporal, obteniéndose estos resultados:
- El primer espécimen fue estimado en 13.7 kilogramos
- Para el segundo espécimen se estimó un peso de 5.98 kilogramos

## Distribución
El espécimen más antiguo fue descubierto en Black Butte, Malheur County (Oregon), en Estados Unidos. Otras localidades son: Quatal Canyon, condado de Ventura (California), Kleinfelder Farm, Nebraska, Texas, Florida y la provincia de Saskatchewan en Canadá. La especie asiática procede de la Formación Tunggur del norte de China.